# Lonchocarpus blainii
Lonchocarpus blainii là một loài thực vật có hoa trong họ Đậu. Loài này được Sauvalle miêu tả khoa học đầu tiên.